# Poltawka-Kultur
Die Poltawka-Kultur (wissenschaftlich Poltavka-Kultur, aus russisch Полта́вкинская культу́ра) ist eine archäologische Kultur der frühen bis mittleren Bronzezeit etwa im Zeitraum 2900–2300 v. Chr. (Morgunova  2013) von der mittleren Wolga im Nordwesten abwärts zum Wolgaknie, im Osten bis zum Ural.
Wie die Katakombengrab-Kultur im Westen, folgte sie der Grubengrab- oder Jamnaja-Kultur im Osten. Zeitlich folgt ihr ostwärts des südlichen Urals die Sintaschta-Kultur. Außerdem scheint sie eine frühe Ausprägung der Balkengrab- oder Srubna-Kultur zu sein. Weiter gibt es Hinweise, die auf Einflüsse der Maikop-Kultur schließen lassen.
Die einzigen Belege, durch die sich die Poltawka-Kultur von der Jamnaja-Kultur abgrenzen lässt, sind Änderungen in der Keramik und eine Zunahme der Metallgegenstände. Grabhügelbestattungen werden fortgesetzt, jedoch mit geringerer Verwendung von Ocker.